# Anemia karwinskyana
Anemia karwinskyana là một loài dương xỉ trong họ Anemiaceae. Loài này được C. Presl Prantl mô tả khoa học đầu tiên năm 1881.